# Fodina formosensis
Fodina formosensis är en fjärilsart som beskrevs av Embrik Strand 1914. Fodina formosensis ingår i släktet Fodina och familjen nattflyn. Inga underarter finns listade i Catalogue of Life.